# Stefan Mieszalski
Stefan Mieszalski (ur. 1946) – polski pedagog, dr hab. nauk humanistycznych, profesor zwyczajny Katedry Dydaktyki i Pedeutologii Wydziału Pedagogicznego Uniwersytetu Warszawskiego, Wyższej Szkoły Pedagogicznej Związku Nauczycielstwa Polskiego w Warszawie, Wydziału Pedagogicznego  Wyższej Szkoły Humanistycznej im. Aleksandra Gieysztora w Pułtusku i Instytutu Pedagogiki Wydziału Nauk Pedagogicznych Akademii Pedagogiki Specjalnej im. Marii Grzegorzewskiej w Warszawie.

## Życiorys
Obronił pracę doktorską, w 1989 habilitował się na podstawie pracy zatytułowanej Interakcje w klasie szkolnej o społecznym funkcjonowaniu nauczyciela i uczniów w szkole podstawowej. 31 października 2000 nadano mu tytuł profesora w zakresie nauk humanistycznych. Został zatrudniony na stanowisku profesora zwyczajnego Katedry Dydaktyki i Pedeutologii Wydziału Pedagogicznego Uniwersytetu Warszawskiego, Wyższej Szkoły Pedagogicznej Związku Nauczycielstwa Polskiego w Warszawie, Wydziału Pedagogicznego  Wyższej Szkoły Humanistycznej im. Aleksandra Gieysztora w Pułtusku i Instytutu Pedagogiki Wydziału Nauk Pedagogicznych Akademii Pedagogiki Specjalnej im. Marii Grzegorzewskiej w Warszawie.
Był dziekanem na Wydziale Pedagogicznym Wyższej Szkole Pedagogicznej Związku Nauczycielstwa Polskiego w Warszawie i na Wydziale Pedagogicznym Uniwersytetu Warszawskiego, kierownikiem w Katedrze Metodologii Pedagogiki na Wydziale Pedagogicznym Wyższej Szkole Pedagogicznej Związku Nauczycielstwa Polskiego w Warszawie, rektorem Wyższej Szkoły Pedagogicznej Związku Nauczycielstwa Polskiego w Warszawie, oraz członkiem Zespołu Kierunków Studiów Społecznych i Prawnych Polskiej Komisji Akredytacyjnej i Komitetu Nauk Pedagogicznych na I Wydziale Nauk Humanistycznych i Społecznych  Polskiej Akademii Nauk.